# غريغ تشايلد
غريغ تشايلد (بالإنجليزية: Greg Child)‏ هو متسلق جبال وكاتب ومصور ومخرج أسترالي، ولد في 12 أبريل 1957 في سيدني في أستراليا.